# شاميل لاخيالوف
شاميل لاخيالوف (بالروسية: Шамиль Гаджиалиевич Лахиялов)‏ (28 أكتوبر 1979 بمحج قلعة في روسيا - ) هو لاعب كرة قدم روسي في مركز الهجوم. لعب مع أنجي محج قلعة وتيريك غروزني ونادي دينامو الداغستاني ونادي كراسنودار ونادي كريليا سوفيتوف سامارا ونادي ساتورن رامنسكوي.

## وصلات خارجية
- شاميل لاخيالوف على موقع قاعدة بيانات كرة القدم.إي يو (الإنجليزية)
- شاميل لاخيالوف على موقع Soccerway.com (الإنجليزية)
- شاميل لاخيالوف على موقع عالم كرة القدم.نت (الإنجليزية)
- شاميل لاخيالوف على موقع AS.com (الإسبانية)